# 奈良公園バスターミナル
奈良公園バスターミナル（ならこうえんバスターミナル）は、奈良県が奈良県庁の東隣に整備したバスターミナルである。

## 概要
奈良公園付近の渋滞緩和と周遊環境の向上を目的として、奈良県が県庁駐車場だった場所に総工費約45億円を投じて整備した。建設中の仮称は「登大路バスターミナル」。バスのターミナル利用は原則前日までの事前予約制。これまで県が観光バス駐車場としていた大仏殿前駐車場は交通弱者向けのバス駐車場と周遊バス乗継地点として運用することになったため、観光バスは約1.5 km（所要時間約10分）離れた高畑駐車場または約6 km（所要時間約30分）離れた上三橋駐車場（大和郡山市）に移動する必要がある。1日あたり220台のバスの利用を見込んでいた。

## 利用の低迷
奈良県は2019年5, 6月のバス利用台数の想定を1万9,285台としていたが、実際の利用台数は7,020台にとどまっていることが分かった。県が指定した駐車場が遠く時間もかかることから、多くの観光バスがターミナルを使わずに春日大社の駐車場を使っていることが毎日放送 (MBS) の番組『ミント!』で取り上げられた。春日大社の駐車場は利用料3,000円を支払えば乗客を降ろした後もその場で待機できることから、観光バスの駐車場利用が1.5倍に増えたという。バスターミナルの利便性の低さにより、付近の社寺の駐車場に観光バスが集中する事態になっており、春日大社や興福寺は激しい混雑が予想される10月と11月の土日祝日のバス受け入れ停止を決めた。
観光バスが周辺の寺社に流れて奈良公園周辺の渋滞が深刻化していることについて、荒井正吾知事は9月25日の定例会見で「大仏殿だけ見て帰る人たちは来なくていい、大仏殿だけ見て帰るのは奈良の経済のためにならない」と持論を展開し、直後に釈明し発言を取り消したものの「混んでも構わないという人は困ったお客さんに間違いない、バスが来ないなら混雑緩和になる。」と続けた。県は対策として、原則前日までだった予約を10月10日から当日でも可能にするとした。荒井知事は10月9日の定例会見で「将来的に平城宮跡朱雀門ひろば南側の工場跡地に駐車場を整備する」とし、県営奈良めぐり平城宮前自動車駐車場として整備された。

## 施設
施設部分の延床面積は約5,900平方メートルで、大半がガラス張りの東西の建物を渡り廊下で連絡した構造。300人収容のレクチャーホールや展示スペース、着物レンタル店、飲食店が入居し、観光拠点して活用できるようになっている。

## 沿革
- 2019年（平成31年）4月13日 - 午前7時30分にオープン[12]。
- 2019年（令和元年）10月10日 - 試験的に、10月11月の土日祝の観光バスの利用予約を「前日予約制」から「当日正午まで」に変更[10][13]。